# Renocila richardsonae
Renocila richardsonae là một loài chân đều trong họ Cymothoidae. Loài này được Williams & Bunkley-Williams miêu tả khoa học năm 1992.